# Centro Ciência Viva de Constância
O Centro Ciência Viva de Constância - Parque Temático de Astronomia localiza-se em Constância, Distrito de Santarém, em Portugal.
Inaugurado em Março de 2004, constitui-se num espaço interativo, integrante da rede de Centros Ciência Viva, dedicado à Astronomia.

## O edifício
O centro ocupa uma área total de cerca de 10.000 metros quadrados, e compreende um parque exterior com oito módulos interativos, um planetário, um laboratório de heliofísica um auditório multimídia, um anfiteatro ao ar livre e cinco cúpulas de observação astronómica.

## A exposição
Os módulos interactivos do centro encontram-se instalados ao ar livre, num ambiente arborizado. Entre eles destacam-se:
- Sistema Solar
- Esfera Celeste
- carrossel Telúrico
- Globo

Além dos programas noturnos no Observatório Astronómico - uma cúpula móvel instalada no terraço do edifício principal equipada com um telescópio catadióptrico de 10°, tipo Schmidt Cassegrain - o centro oferece atividades de observação do Sol no Laboratório de Heliofísica.